# 女流桜花
女流桜花（じょりゅうおうか）は、日本プロ麻雀連盟が主催する麻雀の女流プロリーグで、女流桜花決定戦は株式会社JPMLが主催、日本プロ麻雀連盟が大会運営、龍龍と日本プロ麻雀連盟チャンネルの協力で開催している。

## 概要
2006年開始。完全エントリー制であり、当日飛び込み参加は出来ない。このうちAリーグは毎年4月から11月の期間で7節＋プレーオフ（上位8名）の計7節（1節4半荘）の対戦後、現女流桜花とプレーオフ上位3名で本年12月に決定戦が行われる。決定戦は1日4半荘を3日間、計12半荘で行われ、最終戦終了時に総合ポイントトップのプロがその期の女流桜花となる他、第18期からは優勝賞金として100万円が授与される。
また下位リーグとして、Bリーグ・C1リーグ・C2リーグ・C3リーグの4リーグが存在し、5月から9月まで全5節で行われる。（参加者増加によって第15期よりCリーグを2リーグに再編され、更に第19期からは最下位リーグのC3リーグが新設された）
ルールは鳳凰戦と同じ連盟公式ルール（2016年までは連盟Aルール名称）を採用。
ニコ生などでは、月曜日の女流桜花Aリーグ全対局を毎週1卓配信するほか、そのあとのプレーオフと入れ替え戦、年末年始の決定戦も全対局配信している（2020年9月までは水曜日に配信していたがMリーグの日程等により今の配信曜日となっている）が、第17期からは決定戦のみABEMA 麻雀チャンネルでも配信している他、下位リーグも年に数回程連盟チャンネルでセレクションとして配信している。

## 昇降級

### 自動昇降級
期により所属人数が流動的な為、毎期昇降人数は変動する。おおむね上位20～30%程度が昇級、下位20~30%程度が降級の対象となる。

### 入れ替え戦（2024年現在の規定）

#### 1stラウンド
Bリーグ6位、C1リーグ3位、C2リーグ準優勝、C3リーグ優勝の4名によって争われ、勝者が2ndラウンドへ進出。

#### 2ndラウンド
Bリーグ5位、C1リーグ準優勝、C2リーグ優勝、1stラウンド勝者の4名によって争われ、勝者がファイナルラウンドへ進出。

#### ファイナルラウンド
Aリーグ13位、Bリーグ4位、C1リーグ優勝、2ndラウンド勝者の4名によって争われ、勝者が来期Aリーグ残留及び昇級となる。
したがって、Aリーグ残留最下位者が敗れた場合は次期Bリーグ降級となる。またCリーグ所属者が勝利した場合ジャンプアップでAリーグに昇級となるが、Bリーグ以下からの追加降級は発生しない。
|                    | Aリーグ | Bリーグ | C1リーグ | C2リーグ | C3リーグ及びラウンド勝者 |                              |
| ------------------ | ------- | ------- | -------- | -------- | ------------------------ | ---------------------------- |
| ファイナルラウンド | 13位    | 4位     | 優勝     |          | 2ndラウンド勝者          | 勝者は来期Aリーグ昇級        |
| 2ndラウンド        |         | 5位     | 準優勝   | 優勝     | 1stラウンド勝者          | 勝者はファイナルラウンド進出 |
| 1stラウンド        |         | 6位     | 3位      | 準優勝   | C3リーグ優勝             | 勝者は2ndラウンド進出        |

### 特別昇級
Cリーグに限り、桜蕾戦（30歳未満の女流限定タイトル）に優勝した所属プロは特典として来期Bリーグに特別昇級できる。第1期は優勝者がAリーグに特別昇級となり、伊達朱里紗が唯一の適用例となった。

## 歴代優勝者
- 第1期（2006年） 優木美智
- 第2期（2007年） 二階堂亜樹
- 第3期（2008年） 二階堂亜樹 (2)
- 第4期（2009年） 仲田加南
- 第5期（2010年） 清水香織
- 第6期（2011年） 魚谷侑未
- 第7期（2012年） 魚谷侑未 (2)
- 第8期（2013年） 吾妻さおり
- 第9期（2014年） 吾妻さおり (2)
- 第10期（2015年） 宮内こずえ
- 第11期（2016年） 仲田加南 (2)
- 第12期（2017年） 仲田加南 (3)
- 第13期（2018年） 仲田加南 (4) ※史上初の三連覇&同最多V4
- 第14期（2019年） 古谷知美
- 第15期（2020年） 川原舞子
- 第16期（2021年） 魚谷侑未 (3) ※セガサミーフェニックス
- 第17期（2022年） 白銀紗希
- 第18期（2023年） 魚谷侑未 (4) ※セガサミーフェニックス 史上最多タイのV4
- 第19期（2024年） 清水香織 (2)